# برج سي إن

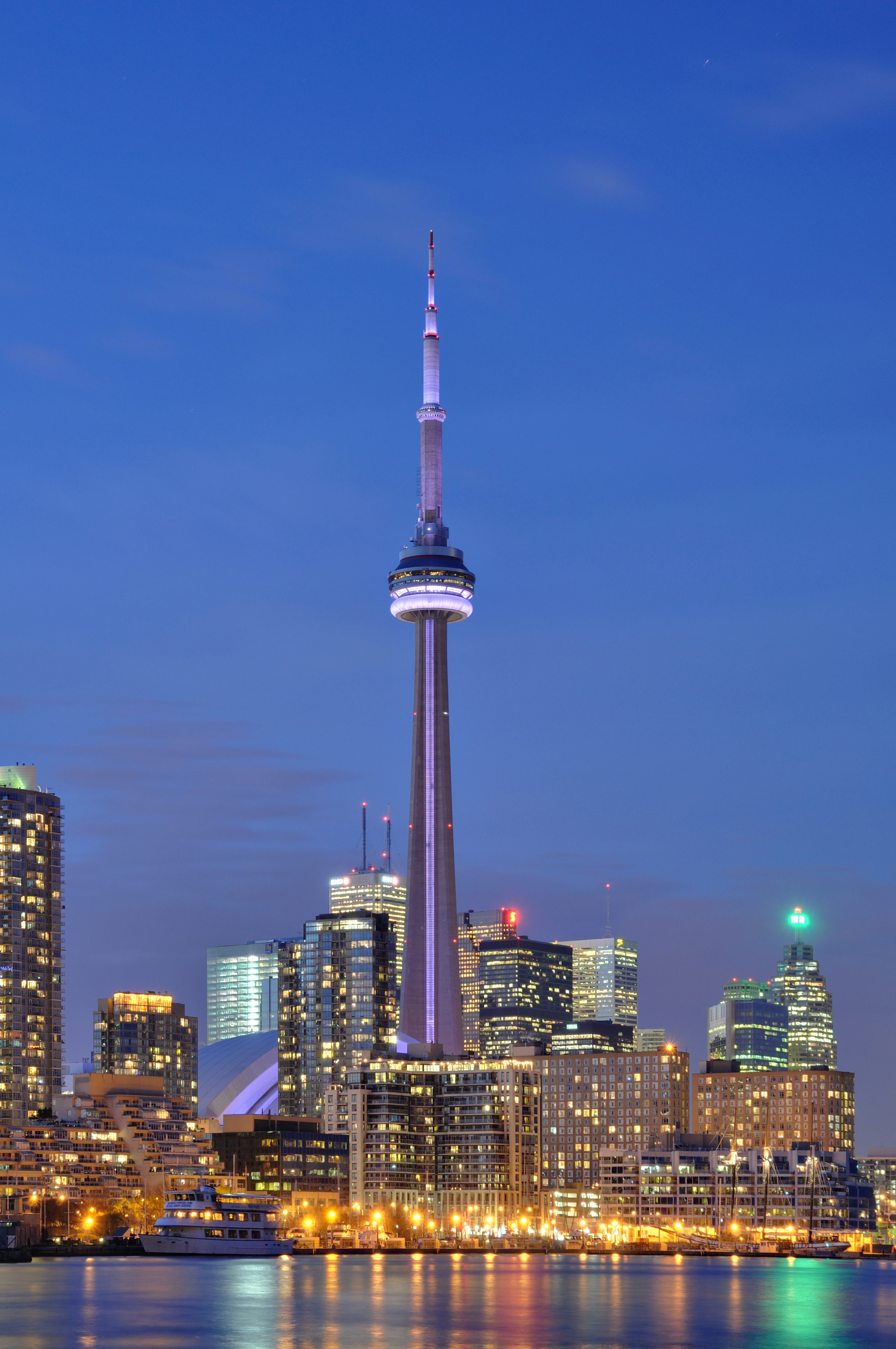
منظر لبرج سي إن من جزر تورنتو

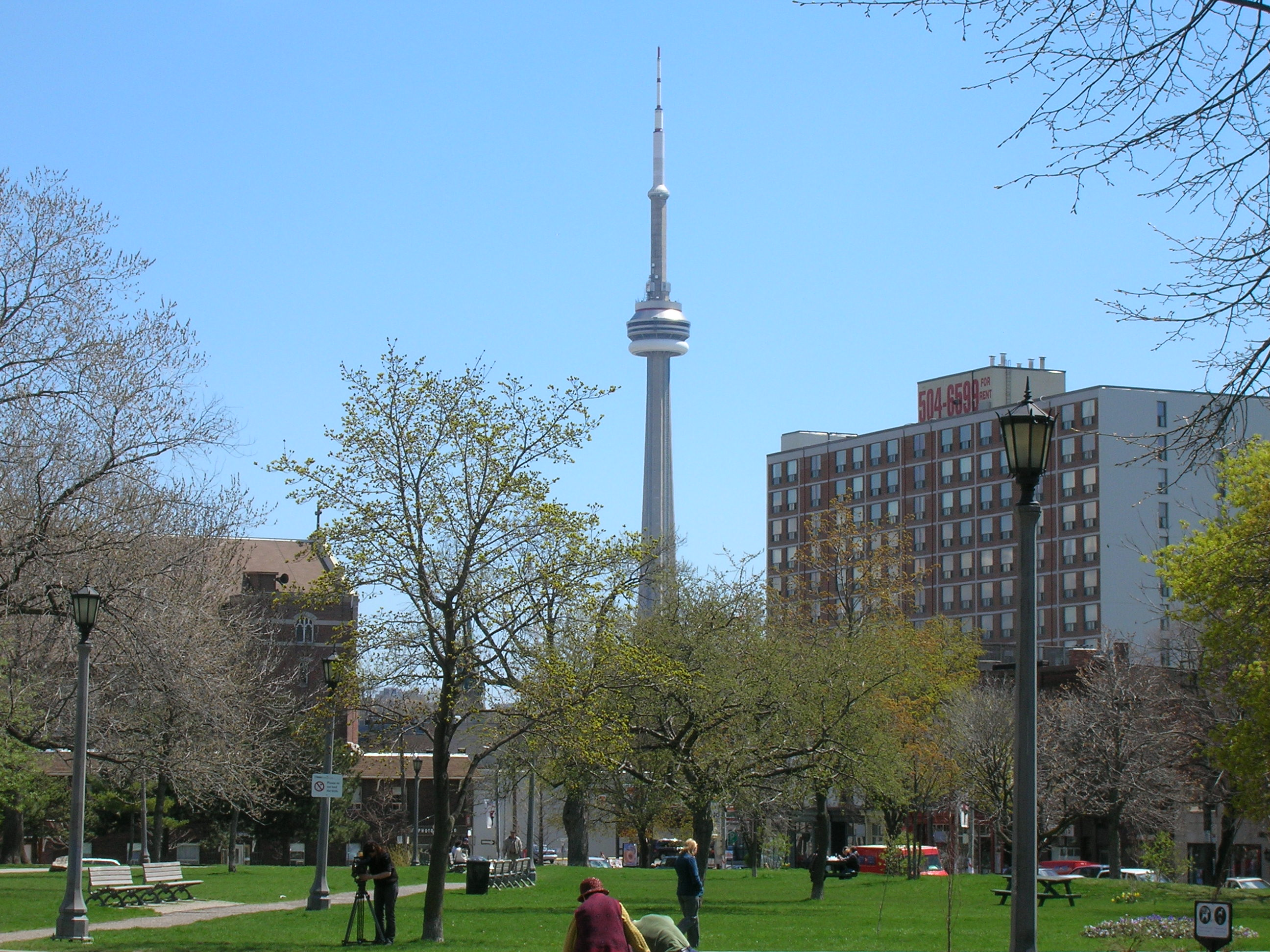
برج سي ان

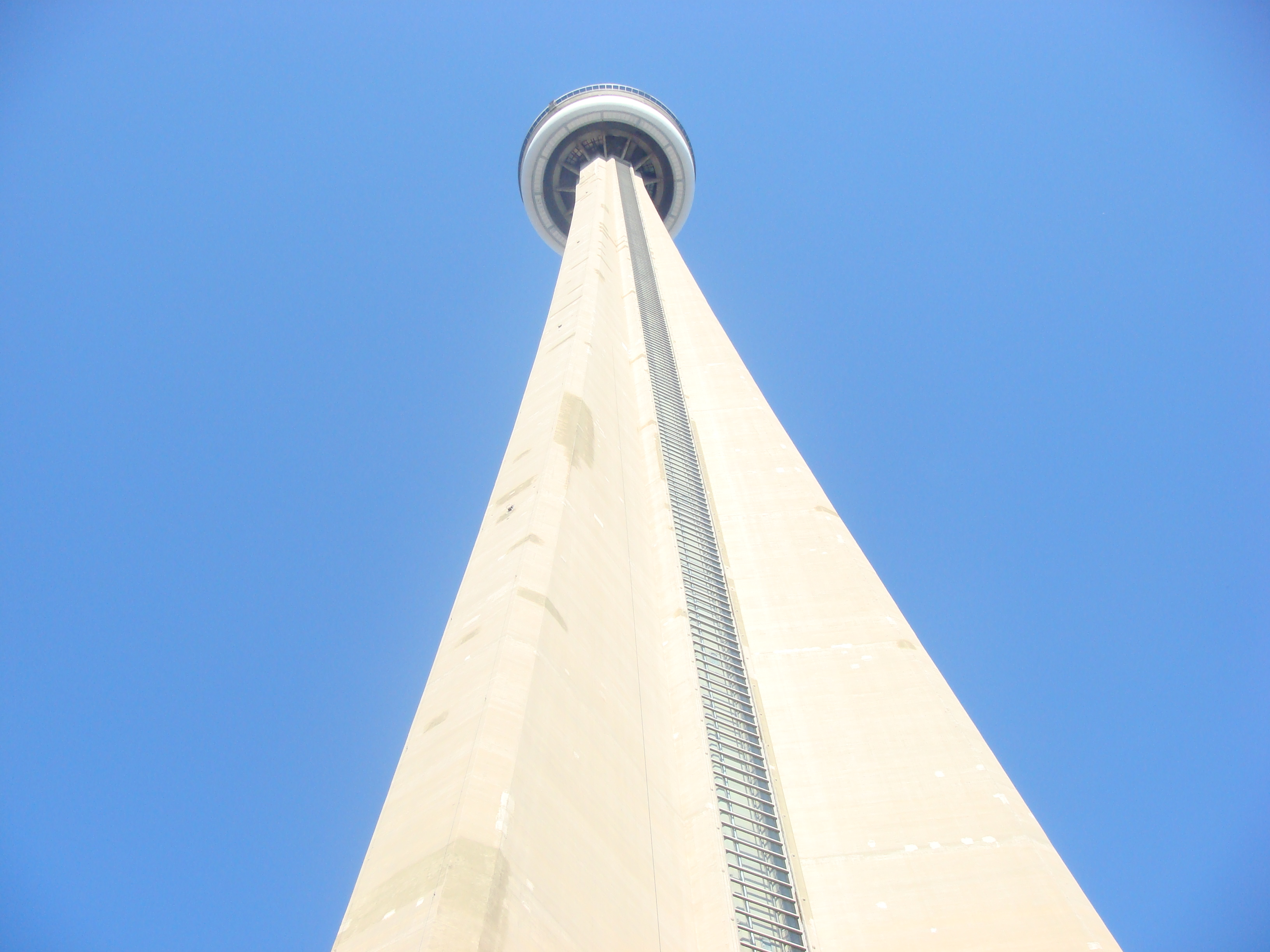
برج CN كما يرى من القاعدة

برج سي إن (بالإنجليزية: The CN Tower)‏ برج اتصالات ومراقبة خرساني بارتفاع 553.3 متر (1,815.3 قدم) يقع في وسط مدينة تورونتو، أونتاريو، كندا. بُني على أراضي السكك الحديدية السابقة، واكتمل بناؤه في عام 1976. يشير اسم »سي إن« في الأصل إلى الشركة الوطنية الكندية، وهي شركة السكك الحديدية التي بنت هذا البرج. نقلت الشركة عملية بناء البرج إلى شركة أراضي كندا، وهي شركة كراون الفيدرالية المسؤولة عن التطوير العقاري، وذلك بعد قرار السكك الحديدية بتجريد أصول الشحن غير الأساسية قبل خصخصة الشركة في عام 1995.
سجل برج سي إن الرقم القياسي لأطول مبنى حر الاستناد في العالم لمدة 32 عامًا حتى عام 2007 عندما تجاوزه برج خليفة، وكان أطول برج في العالم حتى عام 2009 عندما تجاوزه برج كانتون. إنه الآن تاسع مبنى حر الاستناد في العالم ويظل أطول مبنى حر الاستناد على الأرض في نصف الكرة الغربي. أُعلن برج سي إن كإحدى عجائب الدنيا السبع الحديثة من الجمعية الأمريكية للمهندسين المدنيين، في عام 1995. وينتمي إلى الاتحاد العالمي للأبراج الشاهقة.
يعد معلمًا لأفق تورنتو ويستقطب أكثر من مليوني زائر دولي سنويًا.

## تاريخه
ظهرت الفكرة الأصلية لبرج سي إن في عام 1968 عندما أرادت السكك الحديدية الوطنية الكندية بناء منصة اتصالات تلفزيونية وإذاعية كبيرة لخدمة منطقة تورونتو، بالإضافة إلى إظهار قوة الصناعة الكندية وسي إن على وجه الخصوص. تطورت هذه الخطط على مدى السنوات القليلة المتتالية، وأصبح المشروع رسميًا في عام 1972.
كان البرج جزءًا من مترو سنتر، وهو مشروع تطويري كبير يقع جنوب شارع فرونت على أراضي السكك الحديدية، وهو ساحة كبيرة لتحويل السكك الحديدية التي أصبحت زائدة عن الحاجة إلى ساحات أحدث خارج المدينة.
مع نمو تورونتو سريعًا خلال أواخر الستينيات وأوائل السبعينيات، بُنيت ناطحات سحاب متعددة في قلب وسط المدينة، مثل: فيرست كنديان بليس على وجه الخصوص. تكشف الطبيعة الانعكاسية للمباني الحديثة جودة إشارات البث التي تستلزم هوائيات جديدة وأطول في الارتفاع، يبلغ طولها 300 متر (980 قدمًا) على الأقل.
جرت معظم اتصالات البيانات من نقطة إلى نقطة عبر وصلات الموجات الصغرية، في ذلك الوقت. غطت الهوائيات أسطح المباني الكبيرة. لم تعد روابط خط الأفق السابقة ممكنة، مع إضافة كل ناطحة سحاب جديدة إلى وسط المدينة. هدفت سي إن إلى استئجار مساحة «محور» لوصلات الميكروويف، مرئية من أي مبنى تقريبًا في منطقة تورونتو.
يُمكن رؤية برج سي إن من بعيد على الأقل من شارع كينيدي في أورورا وأونتاريو، على بعد حوالي 40 كم (25 ميل) من الشمال. ويُمكن رؤيته بالعين المجردة من 60 كم (37 ميل) شرق تورنتو في أوشاوا وعدة نقاط على طول جرف نياجرا غرب تورنتو في هاميلتون وأونتاريو، وعلى بعد 48 كم (30 ميل) من الجنوب من حديقة فورت نياجرا العامة في ولاية نيويورك الأمريكية.
يتكون المخطط الأصلي التخيلي للبرج ثلاثي القوائم من ثلاثة »أعمدة« أسطوانية مستقلة متصلة على ارتفاعات مختلفة بواسطة جسور إنشائية. كان هذا التصميم سيكون أقصر بكثير، في حالة بنائه. يقع الهوائي المعدني تقريبًا في القسم الخرساني بين المستوى الرئيسي وموقع سكايبود اليوم. مع استمرار جهود التصميم، تطور التصميم الحالي وأصبح يرتكز على ثلاثة أرجل ممتزجة في شكل سداسي أسفل المستوى الرئيسي، مُشكِلًا هيكلَا كبيرَا على شكل حرف واي عند مستوى الأرض.
تطورت فكرة المستوى الرئيسي في شكله الحالي منذ هذا الوقت تقريبًا، لكن سبيس ديك (سُميت سكايبود لاحقًا) لم تكن جزءًا من الخطط حتى وقت لاحق. ورأى أحد المهندسين على وجه الخصوص أن الزوار سيشعرون بأن سطح المراقبة المرتفع يستحق الدفع من أجله، وأن التكاليف المتعلقة بالبناء ليست باهظة. استمر التفكير في هذه النقطة بعض الوقت إذ توصلوا إلى إمكانية جعل البرج أطول مبنى في العالم، وتغيرت الخطط لدمج تعديلات دقيقة في جميع أنحاء المبنى لهذا الغرض.

## افتتاحه
اُفتتح برج سي إن للجمهور في 26 يونيو 1976. بلغت تكاليف الإنشاء حوالي 63 مليون دولار أمريكي (270 مليون دولار في 2018) سُددت في خمسة عشر عامًا. باعت شركة السكك الحديدية الوطنية الكندية البرج قبل خصخصة الشركة في عام 1995، عندما قررت تجريد جميع العمليات التي لا تتعلق مباشرة بشركات الشحن الأساسية الخاصة بها.
من منتصف سبعينيات القرن العشرين وحتى منتصف الثمانينيات، كان برج سي إن المشروع التطويري الوحيد على طول شارع فرونت ويست. كان ممكنًا رؤية بحيرة أونتاريو من سفح برج سي إن بسبب مواقف السيارات الواسعة وقلة التطوير في المنطقة في ذلك الوقت. عندما تطورت المنطقة المحيطة بالبرج، وخصوصًا عند الانتهاء من مركز مترو تورنتو للمؤتمرات (المبنى الشمالي) في عام 1984 وسكايدوم في عام 1989 (سُمي بمركز روجرز في عام 2005)، أًعيد تطوير أراضي السكك الحديدية السابقة وأصبح البرج مركز منطقة الترفيه النامية حديثًا. تحسنت حرية الوصول بشكل كبير من خلال إنشاء سكايووك في عام 1989، والذي يربط بين البرج وسكايدوم إلى محطة سكة حديد يونيون ستيشن القريبة ومحطة المترو، وبدوره، إلى نظام باث للمشاة المارين تحت الأرض بالمدينة. أصبح مركزًا لمنطقة سياحية مزدهرة، بحلول منتصف التسعينيات. استمرت المنطقة بأكملها كمنطقة بناء مكثفة، وأحدث طفرة على نحو وجيه في إنشاء العمارات العقارية المشتركة في الربع الأول من القرن 21، وكذلك عند افتتاح ريبلاي أكواريوم في عام 2013 عند قاعدة البرج.

## مقارنات الارتفاع
يعد برج سي إن أطول مبنى حر الاستناد في نصف الكرة الغربي. اعتبارًا من عام 2013، يوجد فقط مبنيان حرا الاستناد في نصف الكرة الغربي يتجاوز ارتفاعهما 500 متر (1,640.4 قدمًا): برج ويليس في شيكاغو، الذي يبلغ ارتفاعه 527 مترًا (1,729.0 قدمًا) عند قياسه حتى قمته، ومركز التجارة العالمي 1 المتصدر في مدينة نيويورك، والذي يبلغ ارتفاعه حتى قمته 541.33 مترًا (1,776.0 قدمًا)، أي أقصر بنحو 12 م (39.4 قدمًا) من برج سي إن. نظرًا لرمزية الرقم 1776 (وهو عام توقيع إعلان استقلال الولايات المتحدة)، من غير المرجح زيادة ارتفاع مركز التجارة العالمي. كان من المتوقع تجاوز برج شيكاغو المدبب المقترح ارتفاع برج سي إن، ولكن توقف بناؤه في وقت مبكر بسبب الصعوبات المالية وسط الركود الاقتصادي، وألُغي في نهاية المطاف في عام 2010.

## في الثقافة الشعبية
عُرض برج سي إن في العديد من الأفلام والبرامج التلفزيونية وعلى أغلفة الأغاني الموسيقية المسجلة وألعاب الفيديو. يحتوي البرج أيضًا على التميمة الرسمية الخاصة به، والتي تشبه البرج نفسه.
- هاي بوينت هو فيلم أكشن كندي إنتاج عام 1982 من بطولة ريتشارد هاريس وكريستوفر بلامر وبيفرلي أنجيلو. تظهر لقطة للكومبارس دار روبنسون قافزًا من برج سي إن في عام 1979.
- فيوز هو ألبوم غنائي إنتاج عام 2016، أصدره مغني الراب الكندي دريك في 29 أبريل 2016. يظهر دريك على غلاف العمل الفني جالسًا فوق قمة برج سي إن في تورونتو. ظهر دريك أكبر بكثير من حجمه الطبيعي على الغلاف، وأكد حساب تويتر التابع لبرج سي تعديل الصورة.

## معرض صور

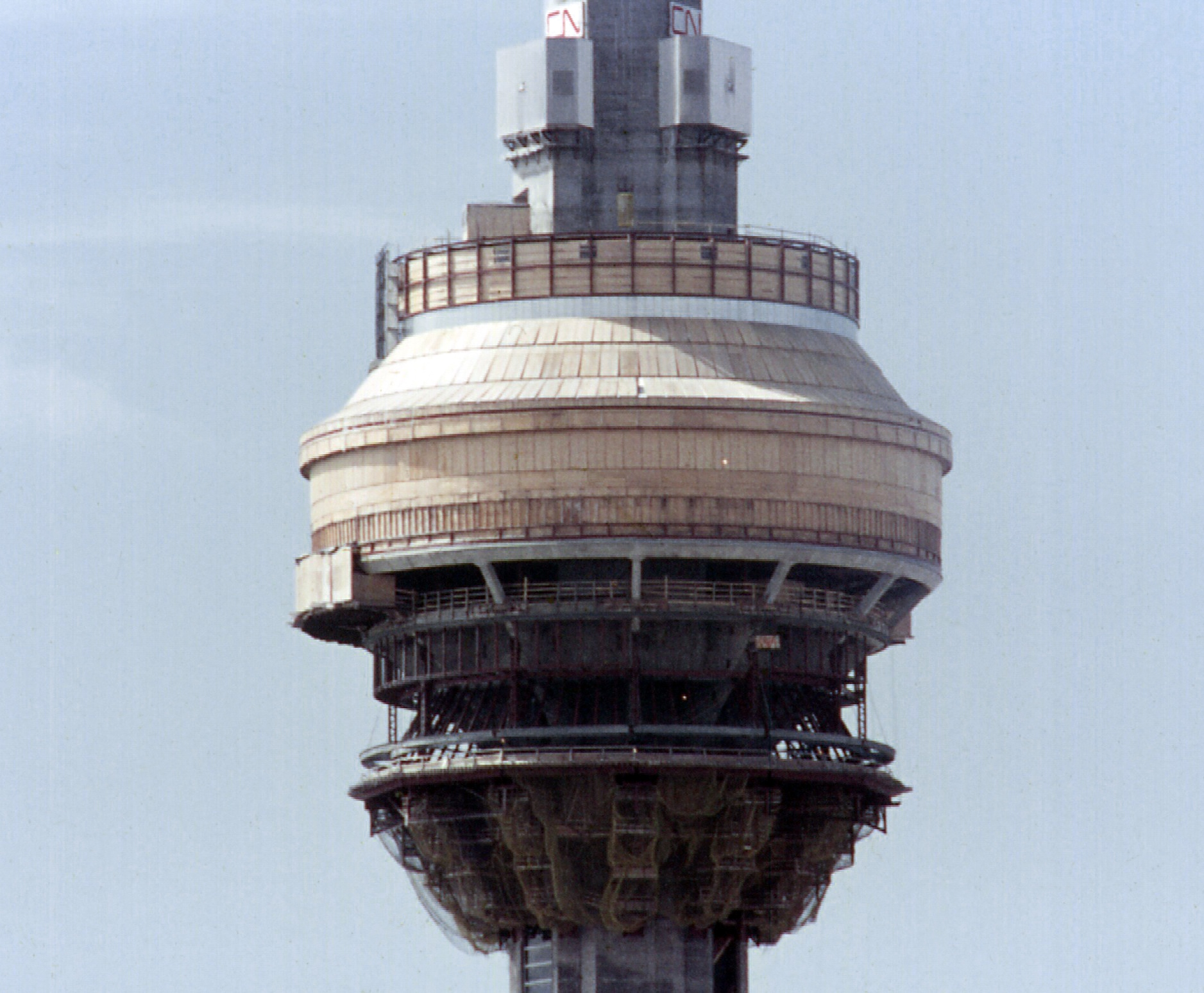
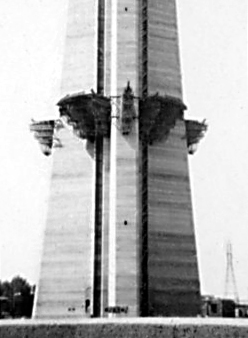
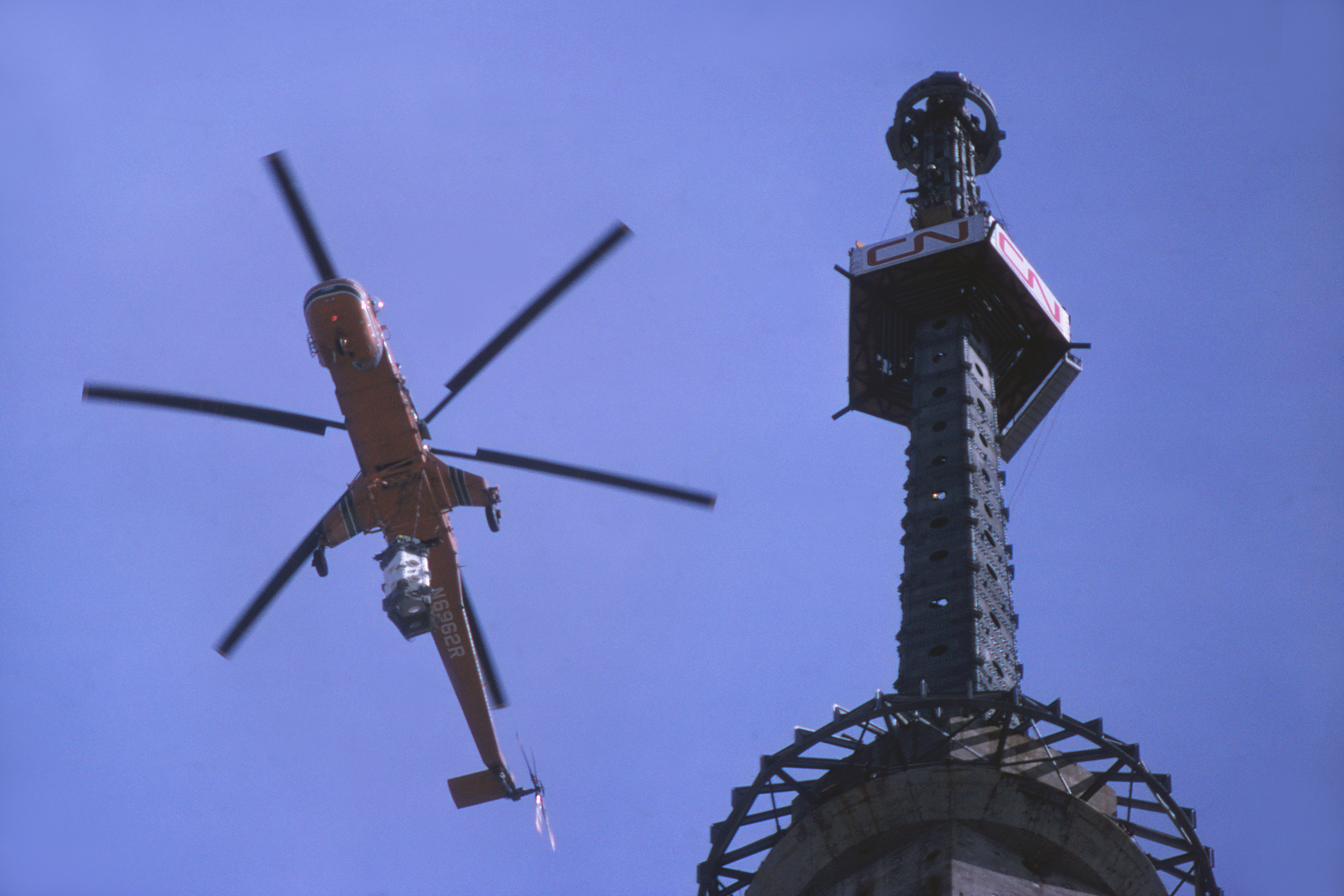
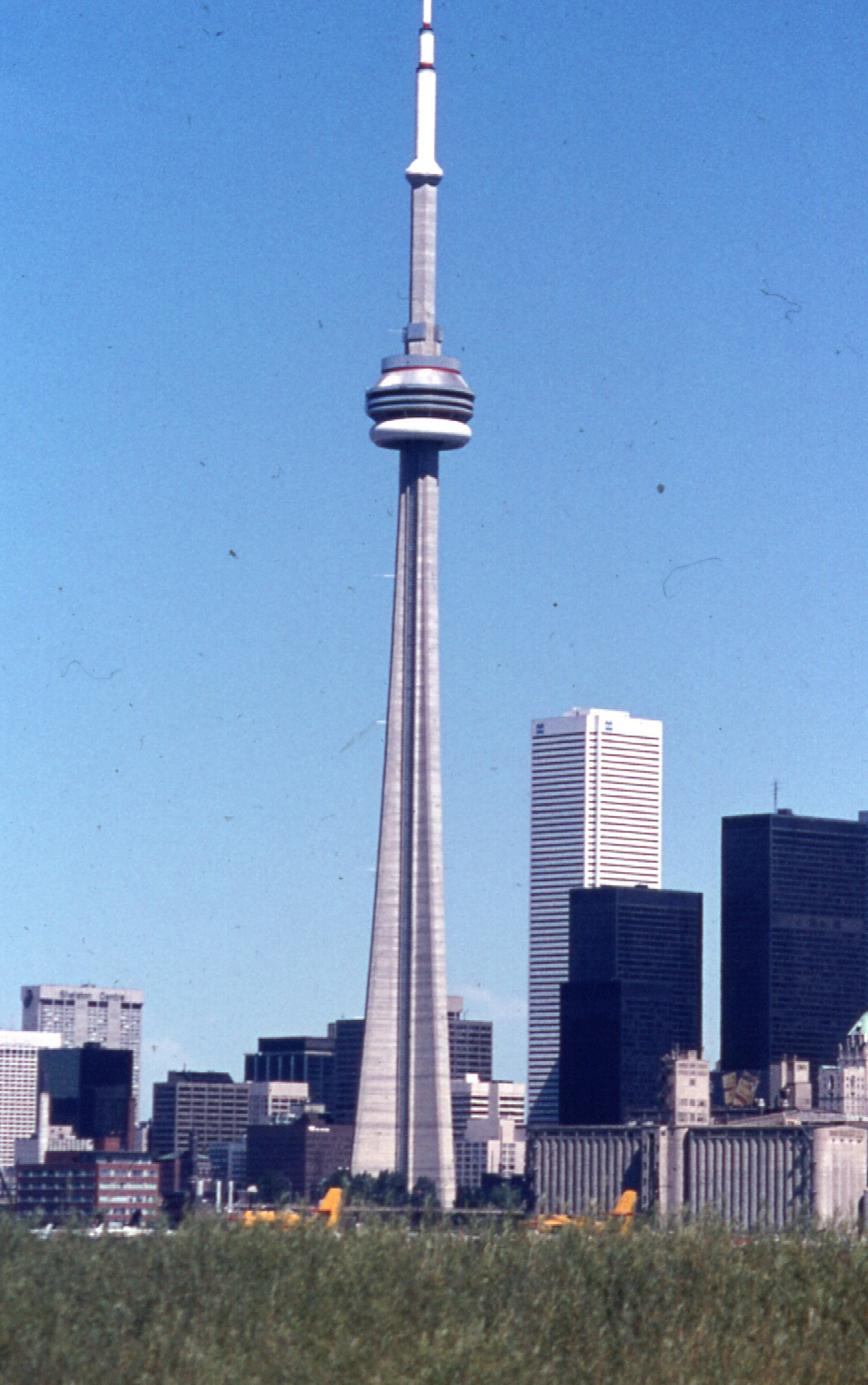
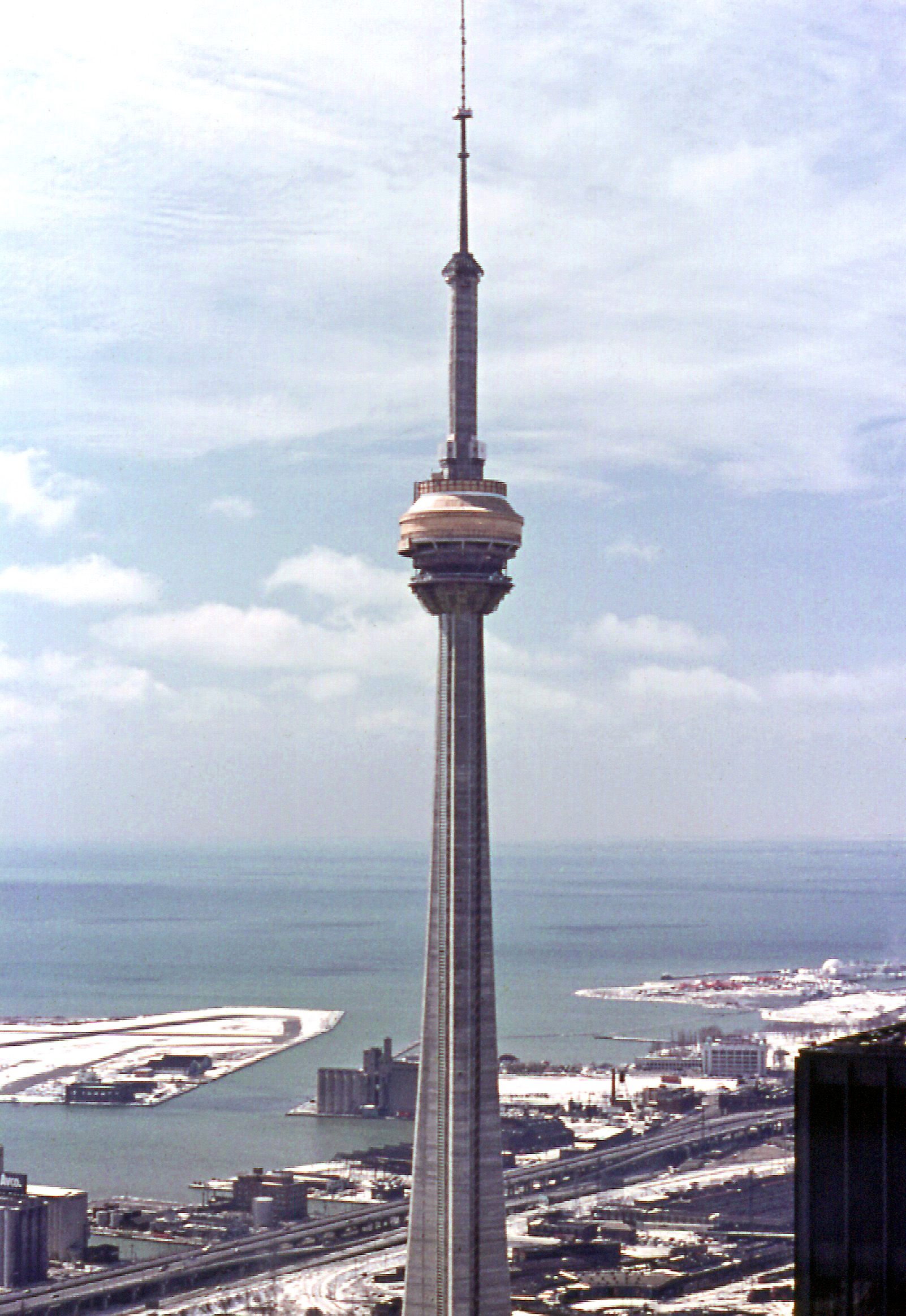
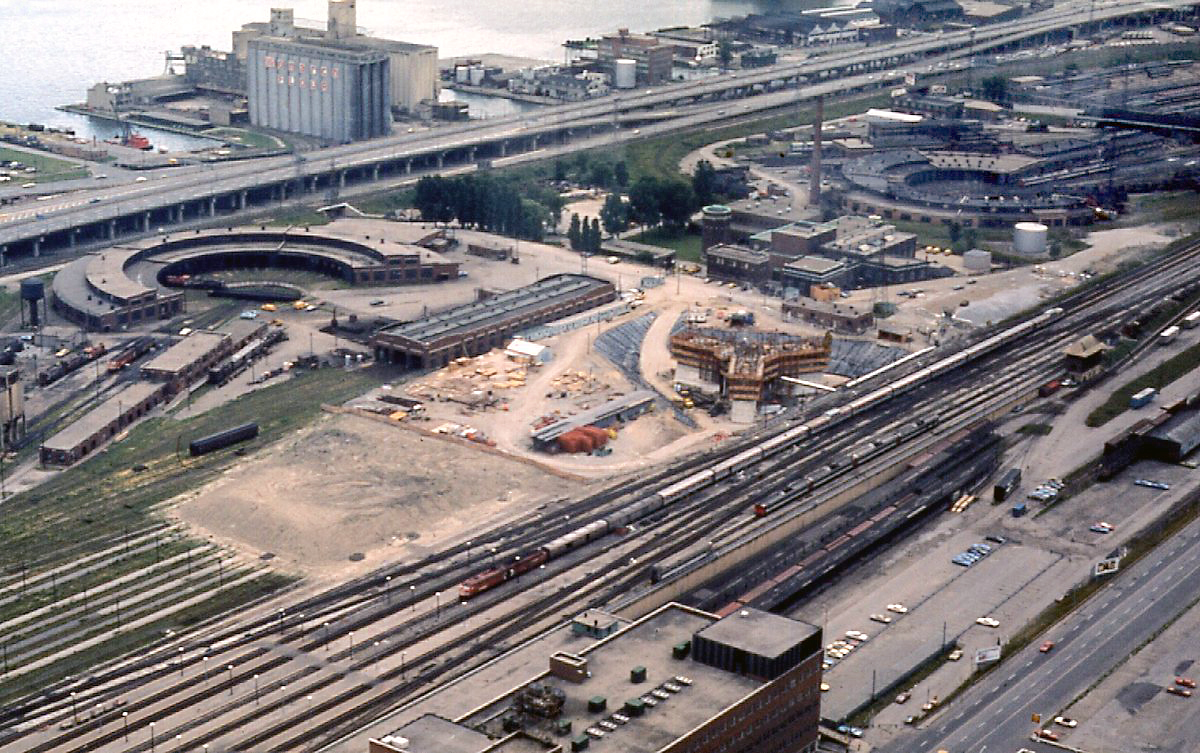

## وصلات خارجية
- CBC Archives – CN Tower opens to the public. (Multimedia)
- Official CN Tower Website
- Edgewalk
- A visual construction history of the CN Tower - at 40th year anniversaries